# Fosfatase
As fosfatases são enzimas que removem um grupo fosfato do seu substrato ao hidrolisar os ésteres monofosfóricos de ácido fosfórico dando lugar a um ião fosfato livre e uma molécula com um grupo hidroxilo livre (desfosforilação). Esta ação é a oposta à realizada pelas fosforilases e quinases, as quais unem grupos fosfatos aos seus substratos utilizando moléculas energéticas como o ATP. 
Uma fosfatase comum em muitos organismos é a fosfatase alcalina. Outro grande grupo de proteínas presentes em arqueas, bactérias, e eucariotas mostram actividades de deoxirribonucleótido e ribonucleótido fosfatase ou de pirofosfatase, que catalisam a decomposição de dNTP/NTP em dNDP/NDP e um ião fosfato livre ou dNMP/NMP e um ião pirofosfato livre. Outras afetam lípidos.  
O outro grande grupo de fosfatases é o das proteína fosfatases, que eliminam um grupo fosfato de um resíduo de aminoácido fosforilado da proteína substrato. A fosforilação de proteínas é uma modificação pós-traducional comum das proteínas, catalisada por proteína quinases, enquanto que as proteínas fosfatases invertem o efeito.